# Dub letní Pod Cihelnou
Dub letní Pod Cihelnou v Litni se nachází v katastru městyse Liteň v ulici Pod Babkou v zatáčce silnice 11524 ve směru na Leč a Skuhrov pod Brdy. Silnice vede kolem obory. Strom je vysoký 20 metrů s obvodem kmene 362 cm. Jeho stáří je minimálně 200 let. Údajně byl vysazen v roce 1650, tedy za vlády Ferdinanda III. Liteňský dub je od roku 1986 památným stromem. Místní lidé věří tomu, že strom produkuje jakousi energii. Od roku 2013 vede kolem stromu žlutá stezka Naučné stezky Liteň. Obora, u které strom roste, je jejím zastavením B1. Přímo u stromu je instalován informační panel projektu Památné stromy Karlštejnska (5). Dub je oblíbeným turistickým cílem Litně.

## Galerie

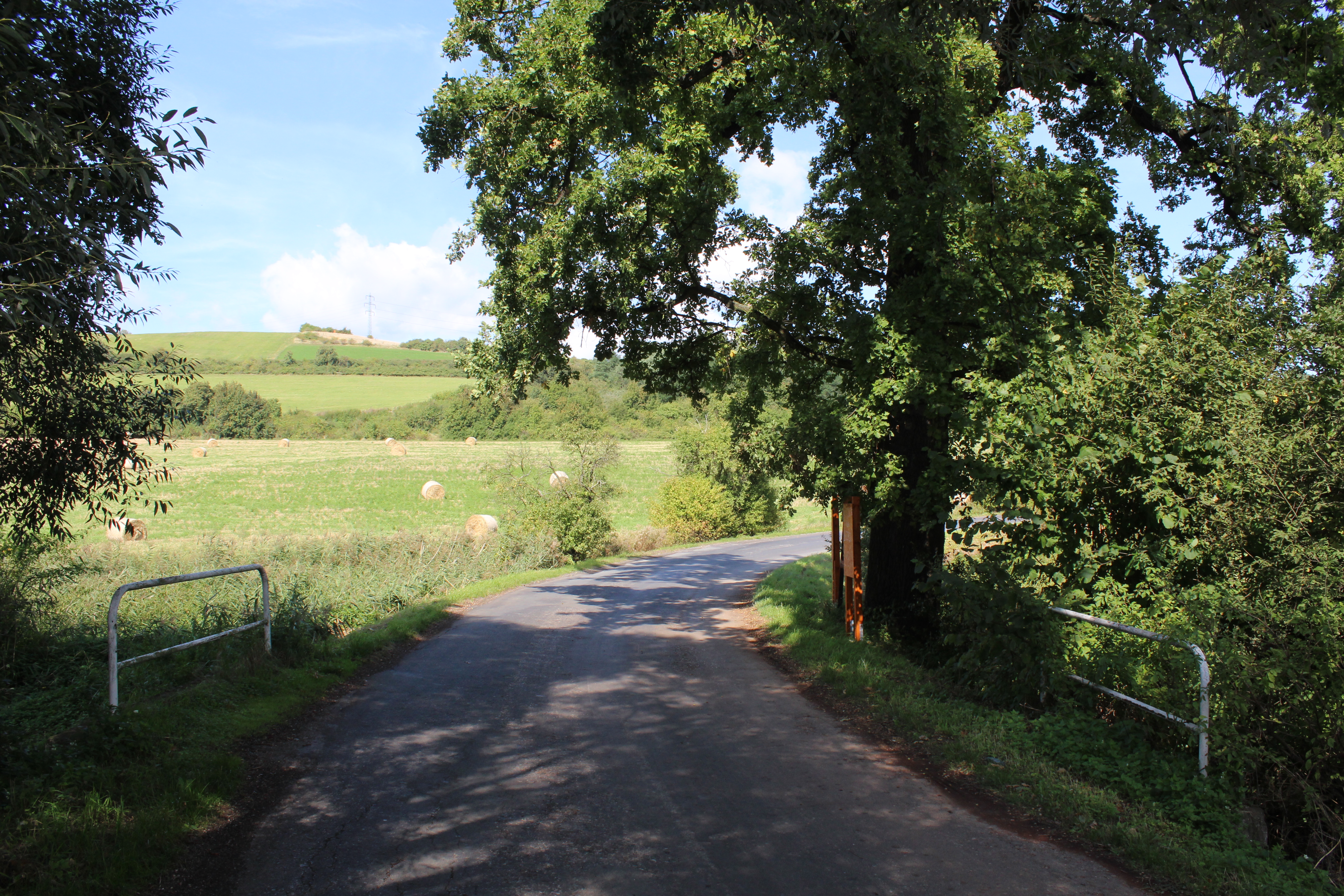
Dub letní Liteň
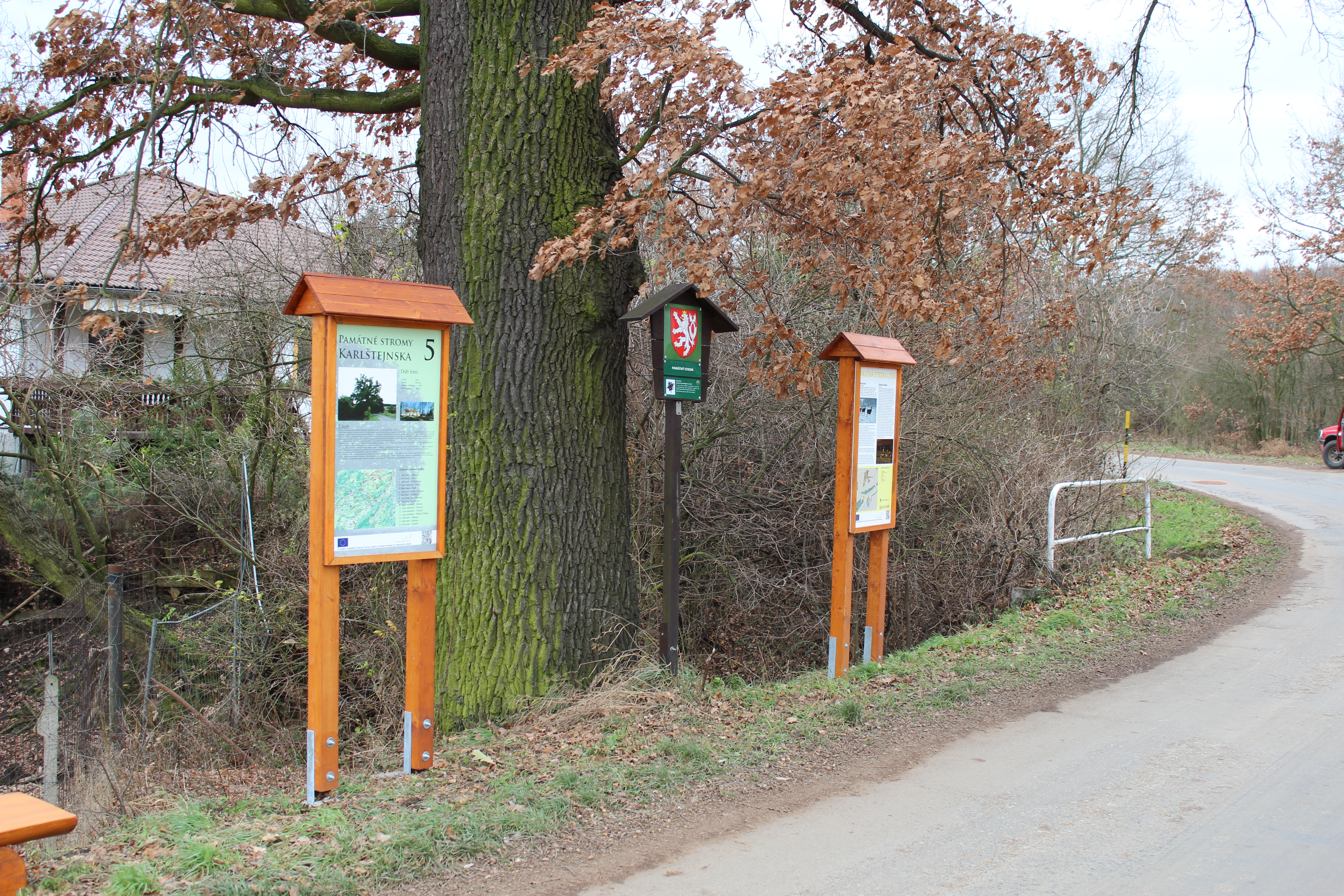
Dub letní Liteň